# 米爾恩灣省
米爾恩灣省（英語：Milne Bay Province），是巴布亚新几内亚東南部的一個省，包括新幾內亞島東南部、當特爾卡斯托群島、本尼特群島、路易西亞德群島、卡爾瓦多斯群島、特羅布里恩群島等。面積14,000平方公里，2000年人口209,054人。首府阿洛陶。
下分四區。